# Quinby
Quinby és una població dels Estats Units a l'estat de Carolina del Sud. Segons el cens del 2000 tenia 842 habitants.

## Demografia
Segons el cens del 2000, Quinby tenia 842 habitants, 331 habitatges i 254 famílies. La densitat de població era de 292,9 habitants/km².
Dels 331 habitatges en un 30,5% hi vivien nens de menys de 18 anys, en un 63,1% hi vivien parelles casades, en un 12,7% dones solteres, i en un 23% no eren unitats familiars. En el 22,1% dels habitatges hi vivien persones soles el 8,8% de les quals corresponia a persones de 65 anys o més que vivien soles. El nombre mitjà de persones vivint en cada habitatge era de 2,54 i el nombre mitjà de persones que vivien en cada família era de 2,97.
Per edats la població es repartia de la següent manera: un 23,4% tenia menys de 18 anys, un 5,5% entre 18 i 24, un 24,3% entre 25 i 44, un 29,7% de 45 a 60 i un 17,1% 65 anys o més.
L'edat mediana era de 43 anys. Per cada 100 dones de 18 o més anys hi havia 88 homes.
La renda mediana per habitatge era de 52.639$ i la renda mediana per família de 55.556$. Els homes tenien una renda mediana de 33.125$ mentre que les dones 25.417$. La renda per capita de la població era de 22.804$. Entorn del 8,1% de les famílies i el 7,8% de la població estaven per davall del llindar de pobresa.

## Poblacions més properes
El següent diagrama mostra les poblacions més properes.